# UCI Asia Tour 2019
Die UCI Asia Tour 2019 ist die 15. Austragung des zur Saison 2005 vom Weltradsportverband UCI eingeführten asiatischen Straßenradsport-Kalenders unterhalb der UCI WorldTour, der zu den UCI Continental Circuits für Männer gehört.
Die Eintagesrennen und Etappenrennen der UCI Asia Tour sind in drei UCI-Kategorien (HC, 1 und 2) eingeteilt. Bei jedem Rennen werden Punkte für eine Gesamtwertung der Fahrer, Mannschaften und Nationen vergeben. An der Mannschaftswertung nehmen die Professional Continental Teams und die Continental Teams teil, nicht jedoch die startenden UCI WorldTeams. An der Nationenwertung nehmen nur die Nationen des Kontinents teil, gezählt werden aber die Ergebnisse aller Circuits.

Zu den Regeln der einzelnen Ranglisten: 

## Oktober
| Datum   | Rennen         | Kat. | Sieger         | Team                        |
| ------- | -------------- | ---- | -------------- | --------------------------- |
| 23.–31. | Tour of Hainan | 2.HC | Fausto Masnada | Androni Giocattoli-Sidermec |

## November
| Datum   | Rennen                | Kat. | Sieger         | Team                            |
| ------- | --------------------- | ---- | -------------- | ------------------------------- |
| 4.–11.  | Tour de Singkarak     | 2.2  | Jesse Ewart    | Sapura Cycling                  |
| 9.–11.  | Tour of Quangzhou Bay | 2.2  | Max Steadman   | Canyon Eisberg                  |
| 11.     | Tour de Okinawa       | 1.2  | Alan Marangoni | Nippo-Vini Fantini-Europa Ovini |
| 14.–18. | Tour of Fuzhou        | 2.1  | Ilja Dawidenok | Beijing XDS-Innova Cycling Team |

## Februar
| Datum   | Rennen          | Kat. | Sieger            | Team            |
| ------- | --------------- | ---- | ----------------- | --------------- |
| 8.–12.  | Ronda Pilipinas | 2.2  | Francisco Mancebo | Matrix Powertag |
| 16.–21. | Tour of Oman    | 2.HC | Alexei Luzenko    | Astana Pro Team |

## März
| Datum   | Rennen          | Kat. | Sieger          | Team                |
| ------- | --------------- | ---- | --------------- | ------------------- |
| 17.–21. | Tour de Taiwan  | 2.1  | Jonathan Clarke | Floyd’s Pro Cycling |
| 22.–24. | Tour de Tochigi | 2.2  | Raymond Kreder  | Team Ukyo           |

## April
| Datum   | Rennen                                | Kat. | Sieger           | Team                                |
| ------- | ------------------------------------- | ---- | ---------------- | ----------------------------------- |
| 1.–6.   | Tour of Thailand                      | 2.1  | Ryan Cavanagh    | St. George Continental Cycling Team |
| 6.–13.  | Tour de Langkawi                      | 2.HC | Benjamin Dyball  | Team Sapura Cycling                 |
| 17.–19. | Tour de Iskandar Johor                | 2.2  | Mario Vogt       | Team Sapura Cycling                 |
| 25.     | Asienmeisterschaft – Einzelzeitfahren | CC   | Daniil Fominych  | Kasachstan                          |
| 28.     | Asienmeisterschaft – Straßenrennen    | CC   | Jewgeni Giditsch | Kasachstan                          |

## Mai
| Datum   | Rennen          | Kat. | Sieger         | Team                 |
| ------- | --------------- | ---- | -------------- | -------------------- |
| 19.–26. | Tour of Japan   | 2.1  | Chris Harper   | Team BridgeLane      |
| 24.–26. | PRUride PH      | 2.2  | Marcelo Felipe | 7 Eleven Cliqq-air21 |
| 26.–31. | Tour of Taiyuan | 2.2  | Cameron Piper  | Team Illuminate      |
| 30.–2.  | Tour de Kumano  | 2.2  | Orluis Aular   | Matrix Powertag      |

## Juni
| Datum   | Rennen               | Kat. | Sieger           | Team                        |
| ------- | -------------------- | ---- | ---------------- | --------------------------- |
| 12.–16. | Tour de Korea        | 2.1  | Filippo Zaccanti | Nippo-Vini Fantini-Faizanè  |
| 14.–18. | Le Tour de Filipinas | 2.2  | Jeroen Meijers   | Taiyuan Miogee Cycling Team |

## Juli
| Datum   | Rennen                | Kat. | Sieger            | Team           |
| ------- | --------------------- | ---- | ----------------- | -------------- |
| 14.–27. | Tour of Qinghai Lake  | 2.HC | Robinson Chalapud | Medellin-Inder |
| 21.     | Tokyo 2020 Test Event | 1.2  | Diego Ulissi      | Italien        |

## August
| Datum   | Rennen               | Kat. | Sieger       | Team                             |
| ------- | -------------------- | ---- | ------------ | -------------------------------- |
| 11.     | Oita Urban Classic   | 1.2  | Drew Morey   | Terengganu Inc. TSG Cycling Team |
| 19.–23. | Indonesien-Rundfahrt | 2.1  | Thomas Lebas | Kinan Cycling Team               |
| 30.–31. | Tour of Almaty       | 2.1  | Juri Natarow | Astana Pro Team                  |

## September
| Datum   | Rennen                  | Kat. | Sieger                        | Team                             |
| ------- | ----------------------- | ---- | ----------------------------- | -------------------------------- |
| 2.–4.   | Tour of Xingtai         | 2.2  | Carlos Cobos                  |                                  |
| 6.–8.   | Tour de Hokkaidō        | 2.2  | Filippo Zaccanti              | Nippo-Vini Fantini-Faizanè       |
| 7.–14.  | Tour of China I         | 2.1  | Jeroen Meijers                | Taiyuan Miogee Cycling Team      |
| 16.–22. | Tour of China II        | 2.1  | Lyu Xianjing                  | Hengxiang Cycling Team           |
| 19.–22. | Tour de Siak            | 2.2  | Nur Amirul Fakhruddin Marzuki | Terengganu Inc. TSG Cycling Team |
| 25.–28. | Banyuwangi Tour de Ijen | 2.2  | Robbie Hucker                 | Team Ukyo                        |

## Oktober
| Datum   | Rennen             | Kat. | Sieger                  | Team                                |
| ------- | ------------------ | ---- | ----------------------- | ----------------------------------- |
| 2.–6.   | Tour of Iran       | 2.1  | Savva Novikov           | Lokosphinx                          |
| 9.–15.  | Tour of Taihu Lake | 2.1  | Dylan Kennett           | St. George Continental Cycling Team |
| 15.–19. | Tour of Peninsular | 2.1  | Marcos García Fernández | Kinan Cycling Team                  |
| 20.     | Japan Cup          | 1.HC | Bauke Mollema           | Trek-Segafredo                      |

## Gesamtwertung
| Platz | Fahrer           | Nation | Team                   | Punkte |
| ----- | ---------------- | ------ | ---------------------- | ------ |
| 1.    | Alexey Lutsenko  | KAZ    | Astana Pro Team        | 1688   |
| 2.    | Lyu Xianjing     | CHN    | Hengxiang Cycling Team | 508    |
| 3.    | Jewgeni Giditsch | KAZ    | Astana Pro Team        | 362.67 |
| 4.    | Nariyuki Masuda  | JPN    | Utsunomiya Blitzen     | 297.17 |
| 5.    | Feng Chun-kai    | TPE    | Bahrain-Merida         | 280    |

| Platz | Team                             | Nation | Punkte  |
| ----- | -------------------------------- | ------ | ------- |
| 1.    | Terengganu Inc. TSG Cycling Team | MAS    | 2658    |
| 2.    | Team Sapura Cycling              | MAS    | 1822.26 |
| 3.    | Team Ukyo                        | JPN    | 911.17  |
| 4.    | Matrix Powertag                  | JPN    | 813     |
| 5.    | HKSI Pro Cycling Team            | HKG    | 735     |

| Platz | Nation              | Punkte  |
| ----- | ------------------- | ------- |
| 1.    | Kasachstan          | 3259.35 |
| 2.    | Iran                | 990     |
| 3.    | Japan               | 906.17  |
| 4.    | Volksrepublik China | 744     |
| 5.    | Hongkong            | 719     |